# Euaspis trilobata
Euaspis trilobata är en biart som beskrevs av Pasteels 1980. Euaspis trilobata ingår i släktet Euaspis och familjen buksamlarbin. Inga underarter finns listade i Catalogue of Life.